# Harry Kaulfers
Harry Kaulfers (* 7. Dezember 1959 in Vetschau/Spreewald) ist ein ehemaliger deutscher Fußballspieler im Sturm. Er spielte für die BSG Energie Cottbus in der DDR-Oberliga.

## Karriere
Kaulfers spielte in seiner Jugend bei seinem Heimatverein BSG Turbine Vetschau. 1978 wurde er von der BSG Stahl Oranienburg verpflichtet. Nach zwei Spielzeiten kehrte er zurück nach Vetschau. 1981 ging Kaulfers zur BSG Energie Cottbus, die in der DDR-Oberliga spielte. In der Saison 1981/82 wurde er lediglich zweimal eingewechselt. Sein Debüt feierte er am 24. Oktober 1981, als er am 8. Spieltag gegen den BFC Dynamo eingewechselt wurde. Nach wenigen Monaten verließ Kaulfers Cottbus wieder und verbrachte den Jahresbeginn 1982 bei der BSG Turbine Vetschau. Im selben Jahr wechselte er noch zur BSG Stahl Eisenhüttenstadt, bevor er 1982 endgültig zurück nach Vetschau ging. Dort blieb er bis zu seinem Karriereende 1993.